# ウラービー革命

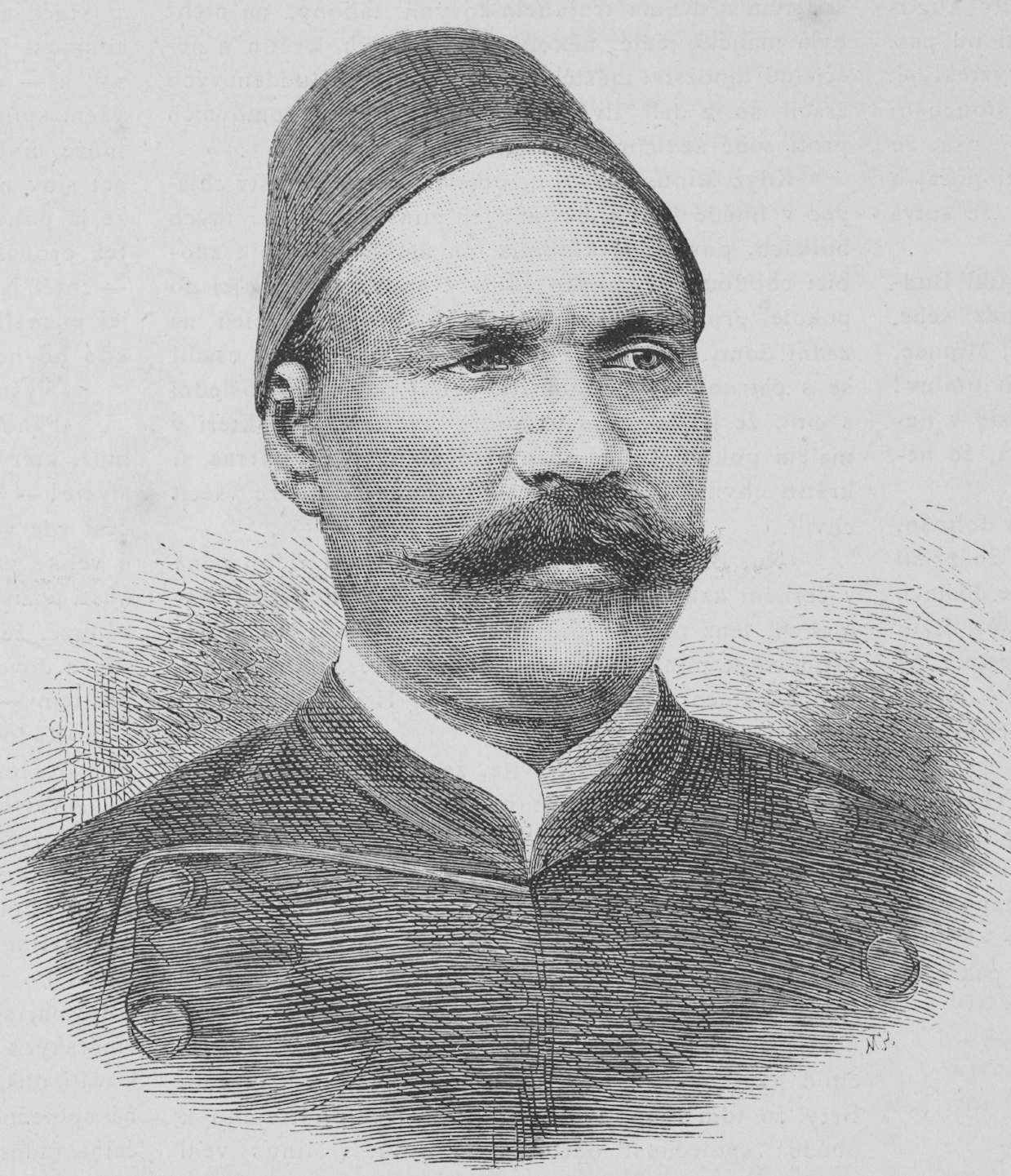
アフマド・ウラービー陸軍大佐

ウラービー革命（アラビア語: الثورة العرابية）は、1879年から1882年にかけて、エジプトで起こった革命運動である。革命を指導したアフマド・ウラービー陸軍大佐にちなんで、この名前がつけられた。ムハンマド・アリー朝のヘディーヴ （en:Khedive、副王） とヨーロッパ列強に対抗した。

## 背景
1870年代のエジプトは、政治的に腐敗しているのと同時に、財政破綻の状態であった。イスマーイール・パシャの手によって生み出された巨額な負債は、返済不能の状態にまで追い込まれていて、フランスとイギリスによって、エジプトの財政が管理される状況になってしまった。イスマーイールが、エジプト人にこの外部環境に対して奮起させようとした際には、イギリスとフランスは、イスマーイールを退位させると同時に、従順なタウフィーク・パシャをヘディーヴに据えた。
エジプトの上流社会、陸軍、ビジネスの世界は、徐々に、ヨーロッパ人に支配された。また、ヨーロッパ式の法理体系が導入されたことによって、高等教育を受けたエジプト人の公務員や軍人は憤慨した。彼らは、ヨーロッパ人がエジプト社会を牛耳ることによって、自らの出世の道が閉ざされることを不安視した。農民は課せられた重税に対して不平を募った。
ムハンマド・アリー朝の建設に活躍したトルコ系の傭兵たちの存在もまた、ヨーロッパによる支配と同様にエジプト人の不平を募らせるのに十分であった。彼らは、政府と軍隊を支配しており、また、ヘディーヴの手によって、教育面でも優遇されていた。タウフィークの内閣はこういったトルコ系の人々によって組閣されていた。
財政状態の悪化は、軍隊のリストラによって、延命措置が施された。1874年には、94,000人が所属していたが、1879年には、36,000人にまで減らされていた。さらに、これ以上のリストラが計画されていた。このことによってエジプト国内において高等教育を受けた軍人たちが職を失うという状況を抱えることになってしまった。さらに、1875年から1876年にかけてエチオピアで展開した軍事キャンペーンも軍人たちの不平を募らせる一因となった。
1870年代から1880年代のエジプトは出版が盛んになり、新聞も発行されるようになった。識字率も向上し、反王政の世論が醸成されるのに十分な社会的側面があったことも否定できない。

## 蜂起
1881年の夏には、ウラービーが指導するエジプト人の指導者層とヘディーヴの間での緊張が高まった。9月には、ヘディーヴは、ウラービーに対して、職を辞し、カイロを立ち去ることを命令したが、ウラービーは、ヘディーヴの命令に背き、トルコ系の内閣の総辞職と選挙によって代表された人による政権の樹立を要求した。タウフィークは、ウラービーの要求を斥けることができず、ウラービーと彼の支持者による政権が成立した。
1882年1月8日、フランスとイギリスは、共同で、ヘディーヴが政府の代表であることを宣言した。この共同宣言は、ウラービーを首班とする政権を怒らせた。ウラービー政権は、今まで、政権を支配してきたヨーロッパ人を追放すると同時に、多くのトルコ系の公務員を解雇した。これらのウラービーの改革はヨーロッパ人、及び大土地所有者、トルコ系のエリート層、高位のウラマー、シリア系のキリスト教徒の反発を招いた。ウラービーの支持層は、低位のウラマー、エジプト系の公務員層、地方出身の指導者たちであった。コプト教徒は、両方の立場に分断された。コプト教徒にとって、ヨーロッパ人がエジプトで行ってきた行為自体はあまり、許されるものではなかったが、多宗教社会であるエジプトにおいて、同じキリスト教徒であるシリア系のキリスト教徒は、様々な分野でライヴァル視しており、結果として、コプト教徒の一団は、ウラービーを支持する層と紐帯関係を結んでいった。しかし、この紐帯自体は、コプト教徒を十分に満足させるものではなかった。
オスマン帝国のスルタンに接触する試みが行われた。タウフィークは、スルタンに軍隊の派遣を要請したが、スルタンは、海外のキリスト教徒の干渉に対して奮闘しているムスリムに対して軍隊を派遣するのをためらったし、また、ウラービーもスルタンにタウフィークがヘディーヴの地位を退位することを要請した。しかし、スルタンは、ウラービーの要求に対しても拒否した。

## イギリスの介入
1882年6月11日の昼、アレクサンドリアの通りで、暴力事件が発生した。暴動を起こした人々は、ギリシャ人、マルタ人、イタリア人のビジネスマンを襲撃し、約50人のヨーロッパ人と250人のエジプト人が殺害された。この暴動が発生した理由はよく分かっておらず、ヘディーヴ、ウラービーともに、互いを非難しあった。しかし、両方にその非難する根拠を持っていたわけではなかった。
アレクサンドリアの海岸の砲台を守備していたときに、最後通牒が突きつけられた。その内容は、砲台を武装解除するかさもなければ、市街地を砲撃するというものであった。しかし、この最後通牒は無視され、ビーチャム・シーモア (Beauchamp Seymour, 1st Baron Alcester) 指揮下のイギリス艦隊は砲台に砲撃を開始した。フランス海軍もアレクサンドリアにいたが、砲撃には参加しなかった。イギリス海軍は、エジプト軍の抵抗にあったもののアレクサンドリアの占領に成功した。
革命がエジプト全体に広がるとイギリス政府は、エジプトへの介入を本格化した。9月になるとイギリス陸軍は、運河地帯に上陸した。運河地帯への進出はアレクサンドリア及びカイロの占領に先駆けて実施された。イギリスの最大の関心事は、イギリスがエジプトに供与してきた多くの借款をウラービーが破棄することとスエズ運河の支配であった。1882年9月13日、テル・エル＝ケビールの戦い (Battle of Tel el-Kebir) において、イギリス陸軍はエジプト陸軍を圧倒し、ウラービーはスリランカへ流された。イヴリン・ベアリング (初代クローマー伯爵)が、事実上の「エジプト総督」として、1883～1907年まで、２４年間にわたって統治にあたった。

## 戦後のエジプト
イギリスはエジプトを保護国化したが、1922年の独立以降も、エジプトの内政に干渉した。それは、1952年のエジプトで起きたエジプト革命まで続いた。イギリスとヘディーヴ政権は、ウラービーに対して反乱者のレッテルを貼ったが、民衆の間では、ウラービーはエジプトを植民地支配から解放してくれる英雄という印象を持ち続けた。
ウラービーの評価は、エジプトにおける最初の反植民地運動ということでエジプトの歴史における評価はほぼ固まっている。とりわけ、ナーセル政権時代には、ウラービー革命は外国の不当な占拠に対して闘った輝かしい業績という評価が下されていた。また、1950年代後半になるとウラービー革命の評価は、エジプト一国のみならず、パン・アラブ主義の台頭と相俟って、帝国主義に対するアラブ世界の抵抗の1つとしての位置づけがなされていった。